# FC The Belval Belvaux
El FC The Belval Belvaux es un equipo de fútbol de Luxemburgo que juega en la División de Honor de Luxemburgo, la segunda categoría nacional.

## Historia
El club fue fundado en 1908 en la comuna de Belvaux con el nombre Bel-Val Belvaux, y en 1914 se fusionó con The Sportsmen Belvaux para crear al FC The Belval Belvaux. Después de la ocupación alemana de Luxemburgo en 1940 el club fue renombrado como FV Beles, nombre que mantuvo hasta 1944 cuando regresó a su nombre original.
En 1960 terminó en tercer lugar de la División de Honor de Luxemburgo y se le ofreció la oportunidad de ascender a la División Nacional de Luxemburgo debido a la exclusión de la Alliance Dudelingen de la División Nacional, donde tuvo que enfrentar al CS Fola Esch en un playoff. Después de dos juegos que terminaron 1:1, The Belval fue derrotado en un partido de desempate por 1:6.
Dos años después logra el ascenso a la a la División Nacional, sin embargo no logró mantener la categoría y descendió al final de la temporada 1962/63 con sólo dos victorias y dos empates de 22 partidos, terminando en último lugar de la tabla.

## Palmarés
- Copa LFL: 1

2012